# Sanwa
Sanwa – gaun wikas samiti we wschodniej części Nepalu w strefie Meći w dystrykcie Taplejung. Według nepalskiego spisu powszechnego z 2001 roku liczył on 473 gospodarstw domowych i 2587 mieszkańców (1378 kobiet i 1209 mężczyzn).